# Мадинат-эс-Садр
Мадинат-эс-Садр (араб. مدينة الصدر‎; Madīnat as-Sadr) (ранее известный как Саддам-Сити, или Эт-Таура — «Город Революции») — обширный (площадью 20 кв. км) бедный пригород на северо-востоке Багдада, где проживает около двух миллионов мусульман-шиитов.
Район является оплотом радикального исламского проповедника Муктады ас-Садра. Муктада ас-Садр и его боевики осуществляют здесь реальную власть.
Район, который ранее носил название Саддам-Сити, был неофициально переименован в честь отца Муктады ас-Садра, аятоллы Мохаммеда Садека ас-Садра, убитого в годы правления Саддама Хусейна. Смена названия произошла после захвата Багдада в апреле 2003 года американскими войсками, когда местное шиитское население установило подобие внутренней автономии от центрального правительства и создало свою собственную полицию, больницы, организовало раздачу продуктов. Центральные власти с тех пор не имеют никакой власти над этим районом, который, по сути дела, управляется религиозными властями из Эн-Наджафа.